# 索努瓦地区弗雷讷
索努瓦地区弗雷讷（法語：Fresnes-en-Saulnois）是法国摩泽尔省的一个市镇，位于该省南部偏西，属于萨尔堡-萨兰堡区。该市镇总面积12.89平方公里，2009年时的人口为186人。

## 人口
索努瓦地区弗雷讷人口变化图示